# 比利·懷德
萨穆埃尔·「比利」·懷德（英語：Samuel "Billy" Wilder，/ˈwaɪldər/；德語：[ˈvɪldɐ]，1906年6月22日—2002年3月27日）是一位猶太裔美國導演、製作人與編劇家，也是美國史上最重要和最成功的導演之一。比利·懷德六获奥斯卡奖，包括兩度奪得奧斯卡最佳導演獎，三次最佳剧本奖和一次最佳影片奖。他共入圍奧斯卡獎21個獎項，其中8次是最佳導演獎。

## 生平

### 早年
比利·懷德於1906年出生在奧匈帝國，本名為萨穆埃尔·懷德。比利是母親給得暱稱。後來他們遷居到維也納，懷德也在這裡就讀中學與大學。完成維也納大學學業後，他成為一位記者，並因此前往德國柏林發展。
居住在柏林的時期中，比利·懷德成功的成為作家，並且在柏林小報獲得正式的工作。後來因為對電影感到興趣，他開始編寫劇本，並與佛萊德·辛尼曼（Fred Zinnemann）與羅伯·西奧特麥克（Robert Siodmak）等幾位新人合作。後來因為阿道夫·希特勒掌權，比利·懷德流亡巴黎，最後來到美國發展。比利·懷德的母親、祖母與繼父後來都死在奧斯威辛集中營。

### 好萊塢時期
比利·懷德於1933年抵達好萊塢，擔任一位編劇。他在1934年歸化為美國籍。比利·懷德首部獲得重大成功的作品是1939年的《俄宮艷史》，這部作品也是與德國移民恩斯特·劉別謙合作完成。這部由葛麗泰·嘉寶所主演的脫線喜劇受到許多正面的讚譽，比利·懷德也因此首度獲得奧斯卡獎的提名（與查里斯·貝基特共同入圍）。他與查里斯·貝基特（Charles Brackett）從1938年至1950年間合作編寫劇本。1941年的《難捨黎明》（Hold Back the Dawn）與1942年的《火球》（Ball of Fire）都獲得票房佳績。
1942年上映的《少校和未成年人》是比利·懷德首部執導的電影。不過他是在《雙重保險》這部作品中建立自己的執導聲譽，並首度入圍奧斯卡最佳導演獎。《雙重保險》是他與雷蒙·錢德勒合作的作品，也是一部黑色電影的代表作。一些人認為這部作品是首部真正的黑色電影，並融合《大國民》與《馬爾他之鷹》的風格。
比利·懷德以《失去的週末》獲得奧斯卡最佳導演獎與奧斯卡最佳改編劇本獎，這是美國早期嚴肅探討酗酒問題的電影之一。隨後他以威廉·荷頓與格洛麗亞·斯旺森所主演的《日落大道》再度獲得奧斯卡最佳導演獎的入圍，並獲得奧斯卡最佳原創劇本獎。這部作品受到極高的讚譽，被認為是美國影史上最重要的電影之一。1951年的《倒扣的王牌》（Ace in the Hole）也獲得奧斯卡最佳改編劇本獎的入圍。威廉·荷頓後來以1953年的《戰地軍魂》（Stalag 17）獲得奧斯卡最佳男主角獎，而比利·懷德也第5度入圍奧斯卡最佳導演獎。
1959年上映的喜劇《熱情如火》（Some Like It Hot）再度獲得成功，比利·懷德第7度入圍奧斯卡最佳導演獎。這部電影由瑪麗蓮·夢露、東尼·柯蒂斯（Tony Curtis）與傑克·萊蒙所主演，傑克·萊蒙也入圍奧斯卡最佳男主角獎。《熱情如火》也被認為是美國影史上最重要的電影之一。
比利·懷德在1950年代中期大部分的作品都是喜劇，包括《七年之癢》（1955年、The Seven Year Itch）、《熱情如火》、《龍鳳配》與《公寓春光》等。
他與作家I·A·L·戴蒙（I. A. L. Diamond）從1959年開始合作。1960年的《公寓春光》獲得包括奧斯卡最佳影片獎、奧斯卡最佳導演獎與奧斯卡最佳原創劇本獎等在内的五个大奖。不過在這之後，比利·懷德的創作速度開始緩和下來。《飛來豔福》（The Fortune Cookie）由傑克·萊蒙與華特·馬殊（Walter Matthau）所主演，而華特·馬殊則以本片獲得奧斯卡最佳男配角獎，這也是比利·懷德最後一次入圍奧斯卡獎（最佳原創劇本獎）。

### 晚年

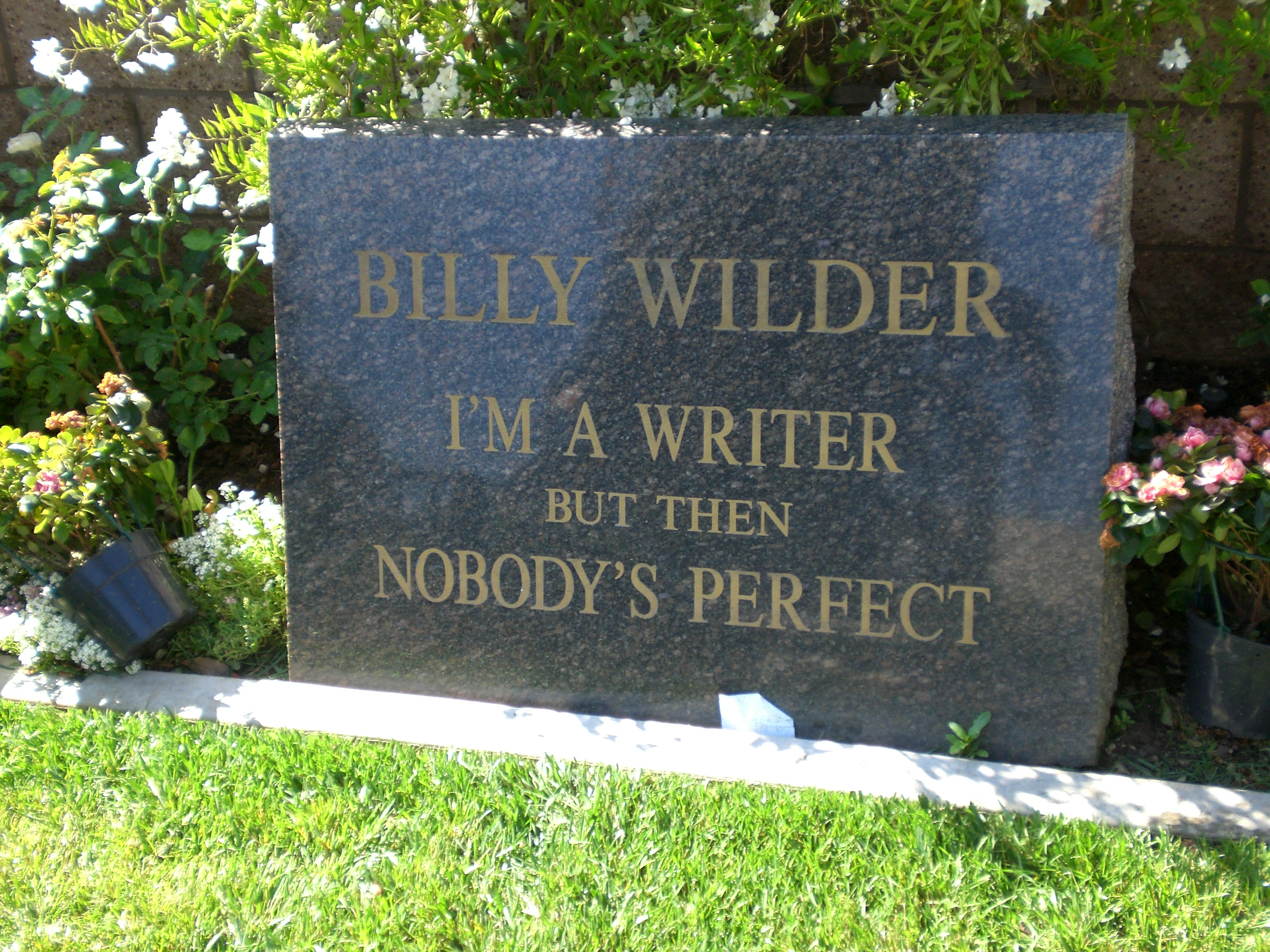
比利·懷德的墓地

比利·懷德於1988年獲得俄文·撒爾伯格紀念獎，同時也在好萊塢星光大道上擁有星形獎章。
比利·懷德最後於2002年因肺炎而於加州洛杉磯逝世，並被埋葬在西木區的西木村纪念公园公墓中，與傑克·萊蒙一起。
喜劇演員米爾頓·柏爾（Milton Berle）與杜德利·摩爾（Dudley Moore）也在這一天去世。法國的知名報紙世界報於隔天報導他的死訊：「比利·懷德去世了，再也沒有人是完美的。」

## 遺產
比利·懷德對於好萊塢的歷史上有著重要的影響，因為他擴展了電影的題材。《雙重保險》與《日落大道》對於黑色電影的建立影響深遠。他也有5部電影名列AFI百年百大喜劇電影當中，是最多作品入圍的導演（與伍迪·艾倫並列），其中《熱情如火》名列首位。在1998年的AFI百年百大電影中，他則有4部電影上榜，分别是《日落大道》第12名，《熱情如火》14名，《雙重賠償》38名，以及《公寓春光》93名。

## 作品
- 1940年：《俄宮豔使》（Ninotchka）
- 1941年：《難捨黎明》（Hold Back the Dawn）
- 1942年：《火球》（Ball of Fire）
- 1944年：《雙重保險》（Double Indemnity）
- 1945年：《失去的週末》（The Lost Weekend）
- 1948年：《柏林艷史》（A Foreign Affair）
- 1950年：《日落大道》（Sunset Blvd.）
- 1951年：《倒扣的王牌》（Ace in the Hole）
- 1953年：《戰地軍魂》（Stalag 17）
- 1954年：《龍鳳配》（Sabrina）
- 1955年：《七年之癢》（The Seven Year Itch）
- 1957年：《林白征空記》（The Spirit of St. Louis）
- 1957年：《黃昏之戀》（Love in the Afternoon）
- 1957年：《控方证人》（ Witness for the Prosecution）
- 1959年：《熱情如火》（Some Like It Hot）
- 1960年：《公寓春光》（The Apartment）
- 1961年：《一、二、三》（One, Two, Three）
- 1966年：《飛來豔福》（The Fortune Cookie）

## 相關著作
- Richard Armstrong, Billy Wilder, American Film Realist (McFarland & Company, Inc.: 2000)
- Dan Auiler, "Some Like it Hot" (Taschen, 2001)
- Charlotte Chandler, Nobody's Perfect. Billy Wilder. A Personal Biography (New York: Schuster & Schuster, 2002)
- Cameron Crowe, Conversations with Wilder (New York: Knopf, 2001)
- Georges-Claude Guilbert, Literary Readings of Billy Wilder (Newcastle: Cambridge Scholars Publishing, 2007)
- Daniel Hermsdorf, Billy Wilder. Filme - Motive - Kontroverses (Bochum: Paragon-Verlag, 2006)
- Glenn Hopp, Billy Wilder (Pocket Essentials: 2001)
- Glenn Hopp / Paul Duncan, Billy Wilder (Köln / New York: Taschen, 2003)
- Robert Horton, Billy Wilder Interviews (University Press of Mississippi, 2001)
- Andreas Hutter / Kamolz, Klaus, Billie Wilder. Eine europäische Karriere (Vienna, Cologne, Weimar: Boehlau, 1998)
- Jérôme Jacobs, Billy Wilder (Paris: Rivages Cinéma, 2006)
- Kevin Lally, Wilder Times: The Life of Billy Wilder (Henry Holt & Co: 1st ed edition, May 1996)
- Ed Sikov, On Sunset Boulevard. The Life and Times of Billy Wilder (New York: Hyperion, 1999)
- Neil Sinyard & Adrian Turner, "Journey Down Sunset Boulevard" (BCW, Isle of Wight, UK, 1979)
- Tom Wood, The Bright Side of Billy Wilder, Primarily (New York: Doubleday & Company, Inc, 1969)
- Zolotow, Maurice, Billy Wilder in Hollywood (Pompton Plains: Limelight Editions, 2004)
- Hellmuth Karasek, Billy Wilder, eine Nahaufnahme (Heyne, 2002)

## 外部連結
- 比利·懷德在互联网电影资料库（IMDb）上的資料（英文）
- 比利·懷德在豆瓣上的资料（简体中文）
- TCM电影资料库上比利·懷德的资料（英文）
- Ficha en Noche de Cine.com (In Spanish)
- Billy Wilder - The German-Hollywood Connection
- Film Noir and Billy Wilder （页面存档备份，存于）
- American Master - Billy Wilder （页面存档备份，存于）
- Wilder Bibliography (via UC Berkeley) （页面存档备份，存于）
- Billy Wilder Fanlisting
- Billy Wilder Tribute （页面存档备份，存于） at NPR

| 獎項                              | 獎項                                 | 獎項                                           |
| --------------------------------- | ------------------------------------ | ---------------------------------------------- |
| 上一届： 李欧·麥卡瑞 《與我同行》 | 奧斯卡最佳導演 1945年 《失去的週末》 | 下一届： 威廉·惠勒 《黃金年代》                |
| 上一届： 威廉·惠勒 《賓漢》       | 奧斯卡最佳導演 1960年 《公寓春光》   | 下一届： 勞勃·懷斯、傑罗姆·羅賓斯 《西城故事》 |